# Dicionário Histórico da Suíça

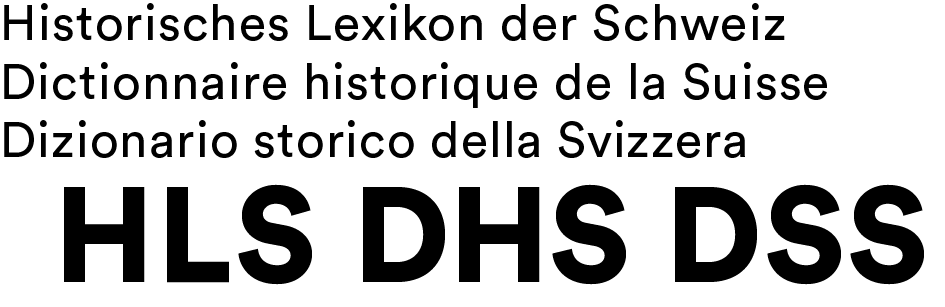

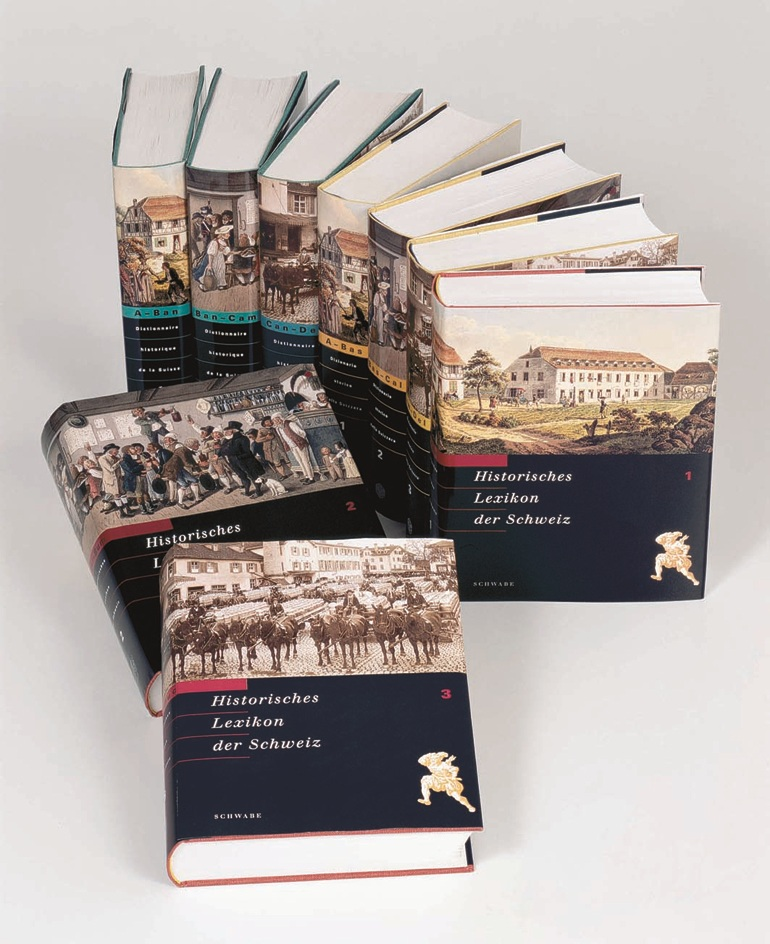
Os três primeiros volumes do DHS, em alemão, francês e italiano

O Dicionário histórico da Suíça (em alemão, Historisches Lexikon der Schweiz - HLS) é uma publicação em forma de enciclopédia sobre a história da Suíça.
A enciclopédia é publicada por uma fundação patrocina pela Academia suíça de humanidades e ciências sociais e pela Sociedade suíça de história e financiada pela Confederação Suíça. A equipe editorial inclui cerca de quarenta colaboradores e no total mais 2500 autores participam no projeto.

## Edição impressa
A enciclopédia é editada integralmente em três das quatro línguas oficias da Suíça: alemão (Historisches Lexikon der Schweiz - HLS), francês (Dictionnaire Historique de la Suisse - DHS) e italiano (Dizionario Storico della Svizzera - DSS). O primeiro dos treze volumes foi publicado em 2002. Uma versão reduzida também é publicada em romanche (Lexicon Istoric Retic - LIR).
Seus 40.000 verbetes incluem informações sobre pessoas, lugares e temas. O precursor do HLS é o Dicionário histórico-biográfico da Suíça (HBLS, na sigla em alemão), editado por Victor Attinger.

## Lexicon Istoric Retic
Lexicon Istoric Retic (LIR) é uma versão de dois volumes  com uma seleção de artigos publicados em Romanche. Ela incluí artigos não disponíveis em outras línguas. O primeiro volume foi publicado em 2010, o segundo em 2012. Existe também um versão online disponível.

## Edição online
A versão online está disponível desde 1998 e dá acesso gratuito a todos os verbetes prontos para a publicação, mas sem ilustrações. Ela também lista todos os 40.000 tópicos que estarão presentes na enciclopédia.

## Imagens

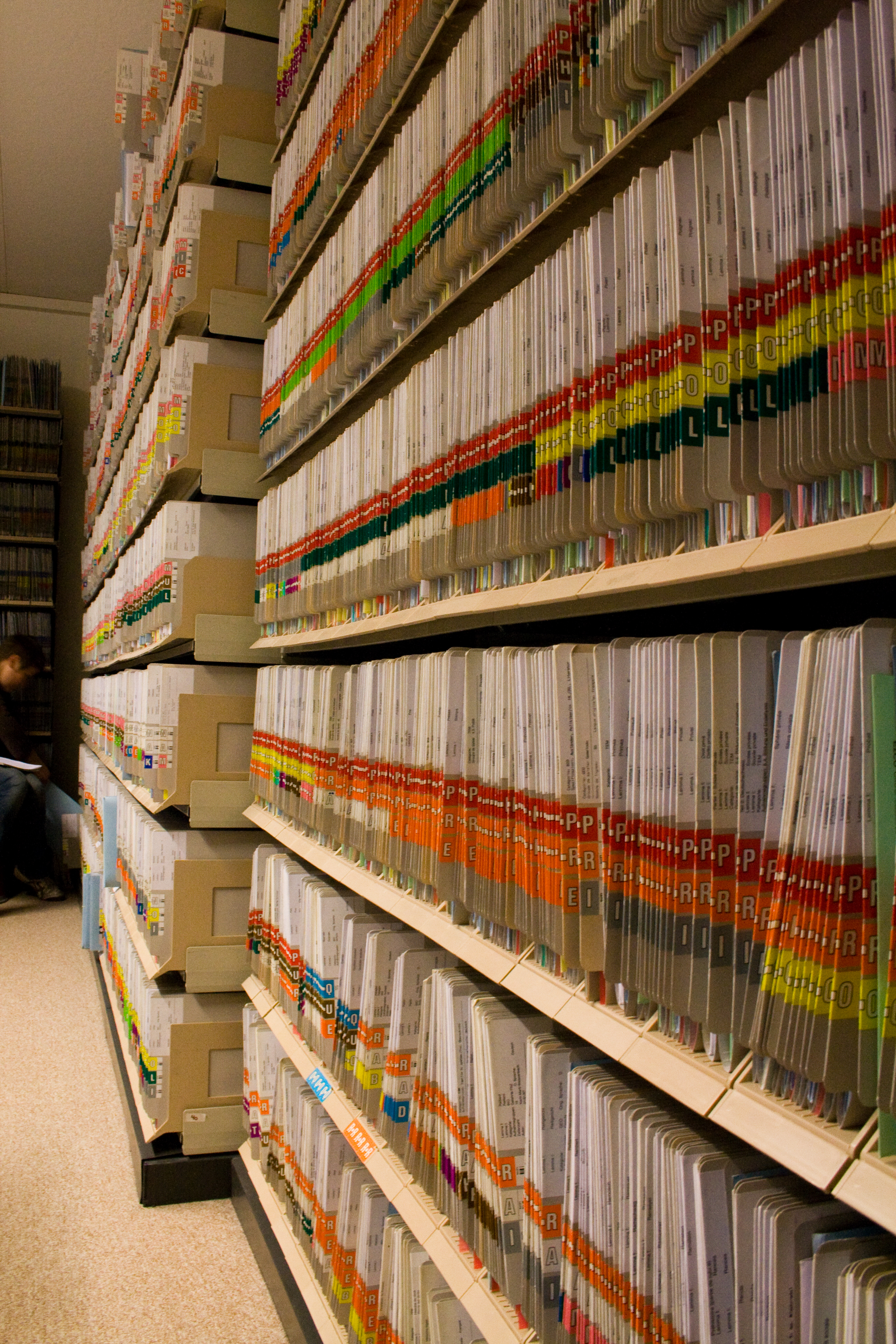
Números em 2009 na redacção de Berna
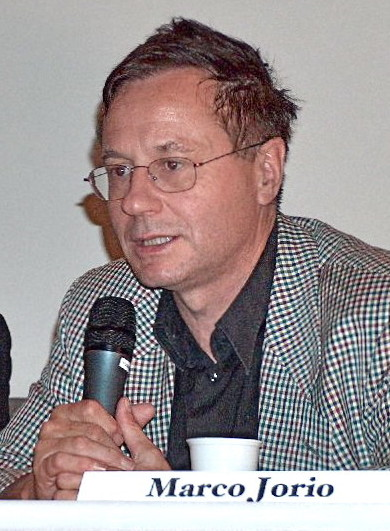
Marco Jorio, o director em 2014
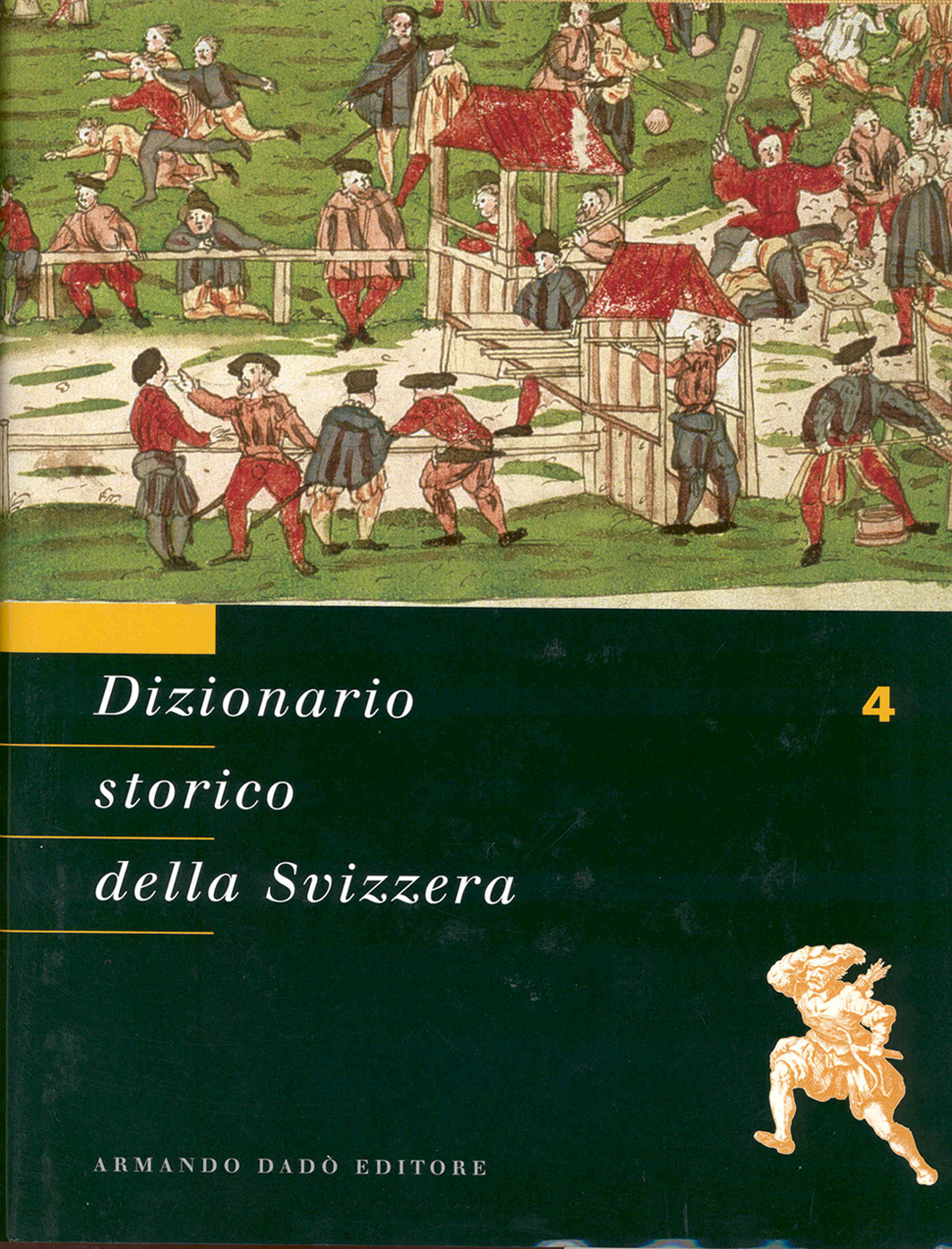
Uma versão em italiano
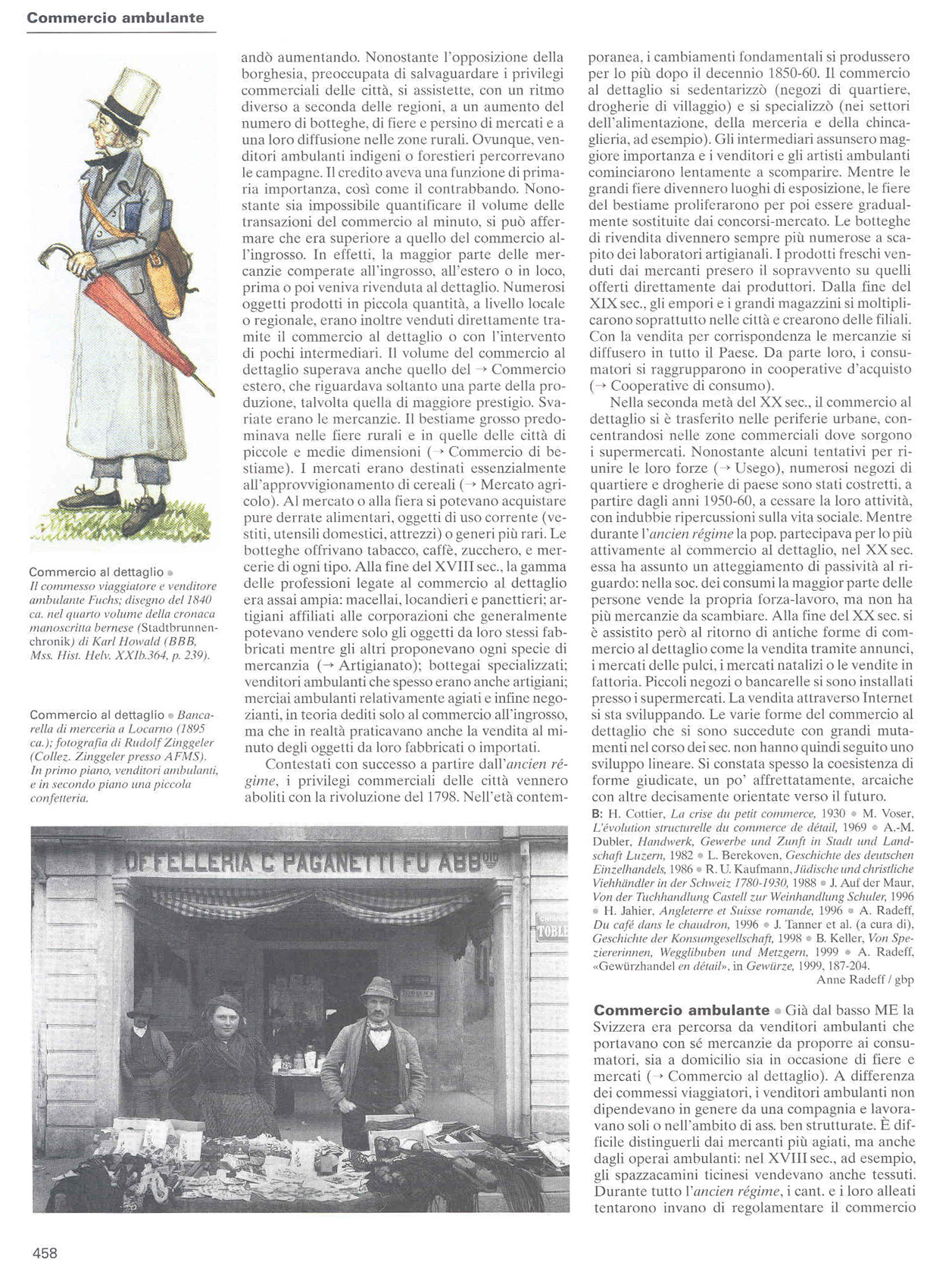
Página de uma versão italiana